# Perlak Peudaya
Perlak Peudaya is een bestuurslaag in het regentschap Pidie van de provincie Atjeh, Indonesië. Perlak Peudaya telt 430 inwoners (volkstelling 2010).